# Непрерывное отображение
Непреры́вное отображе́ние (непрерывная функция) — отображение из одного пространства в другое, при котором близкие точки области определения переходят в близкие точки области значений.
Наиболее общее определение формулируется для отображений топологических пространств: непрерывным считается отображение, при котором прообраз всякого открытого множества открыт.
Непрерывность отображений других типов пространств — метрических, нормированных и тому подобных пространств — является непосредственным следствием общего (топологического) определения, но формулируется с использованием структур, заданных в соответствующих пространствах — метрики, нормы и так далее. 
В математическом анализе и комплексном анализе, где рассматриваются числовые функции и их обобщения на случай многомерных пространств, непрерывность функции вводится на языке пределов: такие определения непрерывности были исторически первыми и послужили основой для формирования общего понятия.
Существование непрерывных отображений между пространствами позволяет «переносить» свойства одного пространства в другое: например, непрерывный образ компактного пространства также является компактным. 
Непрерывное отображение, которое обладает обратным и также непрерывным отображением, называется гомеоморфизмом. Гомеоморфизм порождает на классе топологических пространств отношение эквивалентности; пространства, гомеоморфные друг другу, обладают одними и теми же топологическими свойствами, а сами свойства, которые сохраняются при гомеоморфизмах, называются 
топологическими инвариантами.

## Определения
Наиболее общее определение даётся в топологии. 

### Непрерывность в топологических пространствах
Отображение {\displaystyle f\colon X\to Y} топологического пространства {\displaystyle (X,{\mathcal {T}}_{X})} в топологическое пространство {\displaystyle (Y,{\mathcal {T}}_{Y})} называется непрерывным, если прообраз любого открытого множества открыт, то есть:
{\displaystyle \forall V\in {\mathcal {T}}_{Y}\quad f^{-1}(V)\in {\mathcal {T}}_{X}}.

#### Непрерывность на подпространстве
Если рассмотреть некоторое подмножество {\displaystyle A} множества {\displaystyle X}, то на этом множестве, естественным образом, индуцируется топология {\displaystyle {\mathcal {T}}_{A}}, которую составляют всевозможные пересечения множества {\displaystyle A} с множествами, входящими в топологию {\displaystyle {\mathcal {T}}_{X}}. 
Отображение {\displaystyle f\colon X\to Y}, непрерывное на множестве {\displaystyle X}, будет непрерывным на любом его подмножестве в смысле индуцированной на нём топологии.

#### Непрерывность в точке
Непрерывность в точке формулируется на языке окрестностей и связывает систему окрестностей точки области определения с системой окрестностей соответствующей ей точки области значений.
Отображение {\displaystyle f\colon X\to Y} называется непрерывным в точке {\displaystyle x}, если для любой окрестности {\displaystyle V} точки {\displaystyle f(x)} найдется такая окрестность {\displaystyle U} точки {\displaystyle x}, что {\displaystyle f(U)\subset V}.
Отображение непрерывно на некотором множестве тогда и только тогда, когда оно непрерывно в каждой точке данного множества.
В случае, если область определения функции удовлетворяет первой аксиоме счетности, в частности для метрических пространств, непрерывность в точке эквивалентна так называемой секвенциальной непрерывности: если {\displaystyle \lim _{n\to \infty }x_{n}=x}, то {\displaystyle \lim _{n\to \infty }f(x_{n})=f(x)}. В общем же случае, секвенциально непрерывные прообразы секвенциально замкнутых множеств секвенциально замкнуты, что является аналогом эквивалентного определения непрерывных отображений как тех, при которых прообразы замкнутых множеств замкнуты.

#### Эквивалентные определения
Следующие ниже формулировки эквивалентны: 
- прообраз всякого открытого множества открыт;
- прообраз всякого замкнутого множества замкнут;
- прообраз каждой окрестности точки области значений отображения является окрестностью соответствующей точки области определения;
- образ замыкания любого множества содержится в замыкании образа этого множества;
- замыкание прообраза любого множества содержится в прообразе замыкания.

Таким образом, каждая из этих формулировок может быть использована в качестве определения непрерывности отображения.

### Непрерывность в метрических и нормированных пространствах
В метрических пространствах топология задаётся семейством открытых шаров разных «радиусов», определяемых метрикой, поэтому общее определение формулируется в терминах этой метрики ("эпсилон-дельта" - определение):
Отображение {\displaystyle f\colon X\to Y} метрического пространства {\displaystyle (X,\rho _{X})} в метрическое пространство {\displaystyle (Y,\rho _{Y})} называется непрерывным в точке {\displaystyle a}, если для всякого {\displaystyle \varepsilon >0} существует {\displaystyle \delta >0}, что для всякого {\displaystyle x\in X}, такого, что {\displaystyle \rho _{X}(x,a)<\delta }, выполняется неравенство: {\displaystyle \rho _{Y}(f(x),f(a))<\varepsilon }.
Для линейных нормированных пространств (включая гильбертовы и конечномерное евклидовы пространства) метрика задаётся нормой, поэтому то же определение даётся в терминах нормы.
Пусть, {\displaystyle f\colon {N_{1}}\to {N_{2}}} отображение между нормированными пространствами с нормами {\displaystyle \|{*}\|_{1}} и {\displaystyle \|{*}\|_{2}} соответственно. Функция {\displaystyle f} непрерывна в точке {\displaystyle a}, если для любого числа {\displaystyle \varepsilon >0} найдётся такое число {\displaystyle \delta >0}, что для всех точек {\displaystyle x\in N_{1}}, таких что {\displaystyle \|x-a\|_{1}<\delta } выполнено неравенство {\displaystyle \|f(x)-f(a)\|_{2}<\varepsilon },
Метрические пространства (а значит и нормированные пространства) удовлетворяют первой аксиоме счётности, поэтому данное определение эквивалентно определению секвенциальной непрерывности.

### Непрерывные функции (функционалы)
В случае числовой оси нормой обычно является модуль числа, поэтому определение непрерывности функционала {\displaystyle f:X\rightarrow \mathbb {R} } (или {\displaystyle \mathbb {C} }), где {\displaystyle X} — произвольное топологическое пространство, следующее:
Функционал {\displaystyle f} называется непрерывным в точке {\displaystyle a\in X}, если для любого {\displaystyle \varepsilon >0} найдется окрестность {\displaystyle \Sigma _{a}} этой точки, такая, что {\displaystyle \forall x\in \Sigma _{a}} выполнено условие {\displaystyle |f(x)-f(a)|<\varepsilon }.
Множество непрерывных на {\displaystyle X} функционалов (функций) принято обозначать {\displaystyle C(X)}. Частным случаем непрерывных функционалов являются непрерывные функции числового аргумента.

#### Непрерывная числовая функция
Пусть, {\displaystyle f\colon \mathbb {R} \supset E\to \mathbb {R} } (или {\displaystyle \mathbb {C} }). Функция {\displaystyle f} непрерывна в точке {\displaystyle a}, если для любого числа {\displaystyle \varepsilon >0} найдётся такое число {\displaystyle \delta >0}, что для всех точек {\displaystyle x\in E} условие {\displaystyle |x-a|<\delta } влечёт {\displaystyle |f(x)-f(a)|<\varepsilon }.
Другими словами, функция {\displaystyle f} непрерывна в точке {\displaystyle a}, предельной для множества {\displaystyle E}, если она имеет предел в данной точке и этот предел совпадает со значением функции в данной точке:
{\displaystyle f\in C(\{a\})\Leftrightarrow \lim \limits _{x\to a}f(x)=f(a)}
Функция {\displaystyle f} непрерывна на множестве {\displaystyle E}, если она непрерывна в каждой точке данного множества.
В этом случае говорят, что функция {\displaystyle f} класса {\displaystyle C^{0}} и пишут: {\displaystyle f\in C^{0}(E)} или, подробнее, {\displaystyle f\in C^{0}(E,\mathbb {R} )}.

## Свойства непрерывных отображений
- Полный прообраз любого открытого (замкнутого) множества при непрерывном отображении — открытое (замкнутое) множество

- Образ компактного множества при непрерывном отображении — компактное множество.

- Непрерывная числовая функция на компактном множестве ограничена и достигает своих верхней и нижней граней. Это свойство следует из предыдущего.

- Образ связного множества при непрерывном отображении — связное множество.

- Теорема Титце. Любая вещественнозначная непрерывная функция, определённая на замкнутом подмножестве нормального пространства, может быть продолжена до непрерывной функции на всём пространстве.

- Композиция непрерывных отображений также является непрерывным отображением.
- Сумма, разность и произведение непрерывных вещественнозначных функций непрерывны.
- Из непрерывности линейного отображения одного линейного топологического пространства в другое следует его ограниченность. В случае нормированных пространств непрерывность линейного отображения эквивалентна ограниченности.
- Теорема Стоуна-Вейерштрасса (обобщение классической теоремы Вейерштрасса). Пусть {\displaystyle C(X)}- пространство непрерывных функций на компактном хаусдорфовом топологическом пространстве {\displaystyle X}. Пусть {\displaystyle B(X)} — подмножество {\displaystyle C(X)}, содержащее константы, замкнутое относительно композиции и линейной комбинации функций, а также содержащее пределы своих равномерно сходящихся последовательностей функций. В таком случае {\displaystyle B(X)=C(X)} тогда и только тогда, когда {\displaystyle \forall x_{1},x_{2}\in X}, существует {\displaystyle f\in B}, такая что {\displaystyle f(x_{1})\not =f(x_{2})}.

## Связанные определения
- Гомеоморфизм — непрерывное взаимно-однозначное отображение одного топологического пространства в другое с также непрерывным обратным отображением.
- Равномерная непрерывность